# Aristeguietia
Aristeguietia, rod glavočika iz podtribusa Critoniinae, dio tribusa Eupatorieae.

## Opis
Aristeguietia uključuje 21 drvenastu vrstu iz sjeverne regije Anda u Južnoj Americi, s jednom vrstom pronađenom u Čileu. Rod se razlikuje po svojim širokim dodacima u obliku remena, dlakavim, ali eglandularnim cipselama, kao i glatkim režnjevima vjenčića i postojanim filarima (involukralni brakt).

## Vrste
1. Aristeguietia amethystina (B.L.Rob.) R.M.King & H.Rob.
2. Aristeguietia anisodonta (B.L.Rob.) R.M.King & H.Rob.
3. Aristeguietia arborea (Kunth) R.M.King & H.Rob.
4. Aristeguietia ballii (Oliv.) R.M.King & H.Rob.
5. Aristeguietia buddlejifolia (Benth.) R.M.King & H.Rob.
6. Aristeguietia cacalioides (Kunth) R.M.King & H.Rob.
7. Aristeguietia chimborazensis (Hieron.) R.M.King & H.Rob.
8. Aristeguietia cursonii (B.L.Rob.) R.M.King & H.Rob.
9. Aristeguietia dielsii (B.L.Rob.) R.M.King & H.Rob.
10. Aristeguietia diplodictyon (B.L.Rob.) R.M.King & H.Rob.
11. Aristeguietia discolor R.M.King & H.Rob.
12. Aristeguietia gascae (B.L.Rob.) R.M.King & H.Rob.
13. Aristeguietia gayana (Wedd.) R.M.King & H.Rob.
14. Aristeguietia glutinosa (Lam.) R.M.King & H.Rob.
15. Aristeguietia lamiifolia (Kunth) R.M.King & H.Rob.
16. Aristeguietia persicifolia (Kunth) R.M.King & H.Rob.
17. Aristeguietia pseudarborea (Hieron.) R.M.King & H.Rob.
18. Aristeguietia salvia (Colla) R.M.King & H.Rob.
19. Aristeguietia tahonensis (Hieron.) R.M.King & H.Rob.
20. Aristeguietia tatamensis (B.L.Rob.) R.M.King & H.Rob.
21. Aristeguietia uribei R.M.King & H.Rob.